# Епархия Бахр-Дара — Дэссе
Епархия Бахр-Дара — Дэссе — епархия Эфиопской католической церкви с центром в городе Бахр-Дар, Эфиопия. Епархия Бахр-Дара — Дэссе распространяет свою юрисдикцию на регионы Бенишангуль-Гумуз, Амхара и Афар. Епархия Бахр-Дара — Дэссе входит в митрополию Аддис-Абебы.

## История
19 января 2015 года Папа Римский Франциск учредил епархию Бахр-Дара — Дэссе, выделив её из архиепархии Аддис-Абебы.

## Ординарии епархии
- епископ Lisane-Christos Matheos Semahun (19.01.2015 — по настоящее время).

## Источник
- Объявление об учреждении епархии  (итал.)